# ProPublica
ProPublica ist ein 2007 in New York gegründeter, durch Stiftungen finanzierter US-amerikanischer Non-Profit-Newsdesk für investigativen Journalismus. Erklärtes Ziel der mit 32 festangestellten Journalisten und mehr als 2200 Freiwilligen größten derartigen Organisation ist die Förderung des aus wirtschaftlichen Gründen vernachlässigten investigativen Journalismus in den USA.
Die Stiftung publiziert seit Juni 2008.

## Organisation und Finanzierung
Gegründet wurde ProPublica im Oktober 2007 durch die kalifornischen Immobilien-Milliardäre Herbert und Marion Sandler, um den investigativen Journalismus in den USA zu fördern. Mit einem von den Sandlers gespendeten Jahresbudget von 10 Mio. Dollar führen seit 2008 32 Journalisten aufwändige Recherchen durch. Als Chef vom Dienst des Magazins wurde Paul E. Steiger eingesetzt, der diese Position zuvor beim Wall Street Journal innehatte. Die bisher größte bekannte Recherche für den Artikel The Deadly Choices at Memorial nahm zwei Jahre in Anspruch und kostete rund 400.000 Dollar. Der Artikel entstand in Zusammenarbeit mit dem New York Times Magazine und wurde durch die Kaiser Family Foundation finanziell unterstützt.
Ihre Recherchen bietet ProPublica häufig einer Redaktion vorab exklusiv und kostenlos an, danach ebenso honorarfrei mit einer Creative-Commons-Lizenz allen anderen Medien. Die Presseagentur Associated Press kündigte im Juni 2009 an, die angebotene Creative-Commons-Lizenz zu nutzen und die Recherchen von ProPublica über ihre Datenbank zu verbreiten.

## Verwaltungsrat
- Paul Steiger
- Henry Louis Gates, Jr.
- Mary Graham
- Alberto Ibargüen
- Rebecca Rimel

## Auszeichnungen
- Pulitzer-Preis für investigativen Journalismus 2010 für die Reportage „Deadly Choices at Memorial“ von Sheri Fink.[8]
- Selden Ring Award for Investigative Reporting 2010[9] (Preisgeld 35.000 US-Dollar) für die Reportage „Disposable Army“[10] von T. Christian Miller. In der laufend weitergeführten Reportage beschreibt Miller die lebensgefährliche Arbeit der zivilen Mitarbeiter im Irak und Afghanistan, die Aufgaben übernehmen, welche das US-Militär nicht übernehmen kann oder will. Die Reportage wurde u. a. von der LA Times, Washington Post sowie ABC News veröffentlicht.
- Pulitzer-Preis für Berichterstattung im Inland 2011 für die Reportage „The Wall Street Money Machine“ von Jesse Eisinger und Jake Bernstein.[11]
- Livingston Award for Young Journalists 2011 für eine Arbeit von Olga Pierce, Jeff Larson und Lois Beckett.[12]
- Pulitzer-Preis für Dienst an der Öffentlichkeit 2017
- Pulitzer-Preis für Dienst an der Öffentlichkeit 2020, zusammen mit Anchorage Daily News

## Veröffentlichte Recherchen (Auswahl)
- The Deadly Choices at Memorial von Sheri Fink. In Kooperation mit New York Times Magazine.
- New York’s Gas Rush Poses Environmental Threat von Abrahm Lustgarten und Jonathan Sidhu sowie Allison Battey. In Kooperation mit WNYC (transcript | audio) und Albany Times-Union.
- Palin Administration Oversaw $26 million ROAD to 'Nowhere' von Paul Kiel mit Lisa Schwartz. In Kooperation mit Newsweek.
- Criminal Past Is No Bar to Nursing in California von Charles Ornstein und Tracy Webe. In Kooperation mit Los Angeles Times
- Government Study on Children Living in Katrina Trailers Muddled By Delays, Confusion von Joaquin Sapien. In Kooperation mit Atlanta Journal-Constitution